# Hillsdale (Missouri)
Hillsdale és una població dels Estats Units a l'estat de Missouri. Segons el cens del 2000 tenia 1.477 habitants.

## Demografia
Segons el cens del 2000, Hillsdale tenia 1.477 habitants, 529 habitatges, i 368 famílies. La densitat de població era de 1.629,4 habitants per km².
Dels 529 habitatges en un 34,6% hi vivien nens de menys de 18 anys, en un 21,2% hi vivien parelles casades, en un 40,1% dones solteres, i en un 30,4% no eren unitats familiars. En el 26,5% dels habitatges hi vivien persones soles el 7,6% de les quals corresponia a persones de 65 anys o més que vivien soles. El nombre mitjà de persones vivint en cada habitatge era de 2,79 i el nombre mitjà de persones que vivien en cada família era de 3,39.
Per edats la població es repartia de la següent manera: un 33% tenia menys de 18 anys, un 11% entre 18 i 24, un 26,9% entre 25 i 44, un 20,7% de 45 a 60 i un 8,3% 65 anys o més.
L'edat mediana era de 30 anys. Per cada 100 dones de 18 o més anys hi havia 73,8 homes.
La renda mediana per habitatge era de 22.159 $ i la renda mediana per família de 23.500 $. Els homes tenien una renda mediana de 24.327 $ mentre que les dones 23.594 $. La renda per capita de la població era de 9.776 $. Entorn del 27,3% de les famílies i el 30,7% de la població estaven per davall del llindar de pobresa.

## Poblacions més properes
El següent diagrama mostra les poblacions més properes.